# Giro de la Lunigiana
El Giro de la Lunigiana és una competició ciclista italiana per etapes que es disputa per la regió històrica de la Lunigiana, actualment a les províncies de La Spezia i Massa i Carrara. La primera edició data del 1975 i està reservada a ciclistes de categoria júnior (17 i 18 anys).

## Palmarès
| Any  | Vencedor                | Segon              | Tercer               |
| ---- | ----------------------- | ------------------ | -------------------- |
| 1975 | Corrado Donadio         |                    |                      |
| 1976 | Ivano Maffei            |                    |                      |
| 1977 | Franco Chioccioli       |                    |                      |
| 1978 | Raniero Gradi           |                    |                      |
| 1979 | Silvio Rivieri          |                    |                      |
| 1980 | Victor Demidenko        |                    |                      |
| 1981 | Oleg Petrovitch Chuzhda |                    |                      |
| 1982 | Yuri Abramov            |                    |                      |
| 1983 | Alex Pedersen           |                    |                      |
| 1984 | Gianluca Tonetti        |                    |                      |
| 1985 | Paolo Ricciuti          |                    |                      |
| 1986 | Gianluca Bortolami      |                    |                      |
| 1987 | Stefano Zanini          |                    |                      |
| 1988 | Giuseppe Guerini        |                    |                      |
| 1989 | Gilberto Simoni         |                    |                      |
| 1990 | Pavel Cherkasov         |                    |                      |
| 1991 | Andrey Mizourov         |                    |                      |
| 1992 | Marzio Bruseghin        |                    |                      |
| 1993 | Vitaly Kokorine         |                    |                      |
| 1994 | Danilo Di Luca          |                    |                      |
| 1995 | Alessandro Brendolin    |                    |                      |
| 1996 | Claudio Astolfi         |                    |                      |
| 1997 | Roel Eggelmeers         |                    |                      |
| 1998 | Damiano Cunego          |                    |                      |
| 1999 | Alexandr Kolobnev       |                    |                      |
| 2000 | Aleksandr Arekeev       |                    |                      |
| 2001 | Oleksandr Kvachuk       |                    |                      |
| 2002 | Vincenzo Nibali         |                    |                      |
| 2003 | Valerio Agnoli          |                    |                      |
| 2004 | Rob Ruijgh              |                    |                      |
| 2005 | Thomas Vedel Kvist      | Jarosław Marycz    | Matteo Ciavatta      |
| 2006 | Daniele Ratto           | Diego Ulissi       | Adriano Malori       |
| 2007 | Giorgio Cecchinel       | Daniele Ratto      | Dimitri Le Boulch    |
| 2008 | Stefan Mair             | Wilco Kelderman    | Pawel Polianski      |
| 2009 | Simone Antonini         | Gennadi Tatarinov  | Michele Scartezzini  |
| 2010 | Maxat Ayazbayev         | Jasha Sütterlin    | Giacomo Berlato      |
| 2011 | Alberto Bettiol         | Simone Andreetta   | Valerio Conti        |
| 2012 | Matej Mohorič           | Silvio Herklotz    | Umberto Orsini       |
| 2013 | Tao Geoghegan Hart      | Scott Davies       | Robert Power         |
| 2014 | No disputat             | No disputat        | No disputat          |
| 2015 | Daniel Savini           | Riccardo Lucca     | Mattia Melloni       |
| 2016 | Tadej Pogacar           | Evgeny Kazanov     | Samuele Battistella  |
| 2017 | Andrea Innocenti        | Leon Heinschke     | Fabio Mazzucco       |
| 2018 | Remco Evenepoel         | Ilan Van Wilder    | Jakob Gessner        |
| 2019 | Andrea Piccolo          | Alessio Martinelli | Andrea Piras         |
| 2020 | suspesa                 | suspesa            | suspesa              |
| 2021 | Lenny Martinez          | Ludovico Crescioli | Alessandro Pinarello |
| 2022 | António Morgado         | Paul Magnier       | Tomáš Sivok          |
| 2023 | Léo Bisiaux             | Lorenzo Finn       | Lorenzo Mottes       |
| 2024 | Paul Seixas             | Lorenzo Finn       | Pavel Šumpík         |